# Spilosoma ochrifrons
Spilosoma ochrifrons är en fjärilsart som beskrevs av James John Joicey. Spilosoma ochrifrons ingår i släktet Spilosoma och familjen björnspinnare. Inga underarter finns listade i Catalogue of Life.